# Krameria ixine
Krameria ixine är en tvåhjärtbladig växtart som beskrevs av Pehr Löfling. Krameria ixine ingår i släktet Krameria och familjen Krameriaceae. Inga underarter finns listade i Catalogue of Life.